# Juan Chalas
Juan Etienne Chalas Jiménez (ur. 7 lipca 1956 w Santo Domingo) – dominikański judoka. Olimpijczyk z Monachium 1972, gdzie zajął dziewiętnaste miejsce w wadze lekkiej.
Uczestnik mistrzostw świata w 1973 i 1979. Brązowy medalista igrzysk Ameryki Środkowej i Karaibów w 1974 i 1978 roku.

## Letnie Igrzyska Olimpijskie 1972
| Konkurencja | Eliminacje                 | Klas. końcowa |
| Konkurencja | Przeciwnik I               | Miejsce       |
| ----------- | -------------------------- | ------------- |
| 63 kg       | Gustaaf Lauwereins (BEL) P | 19.           |